# ヨナス・エリクソン
ヨナス・エリクソン（典: Jonas Eriksson、1974年3月28日 - ）は、スウェーデンの元サッカー審判員。2002年から2018年までFIFA登録の国際審判員を務めた。

## 来歴
1994年にプロのサッカー審判員になり、2000年からアルスヴェンスカン（スウェーデン1部）の審判員を務めた。2014年までに、アルスヴェンスカンで263試合、スーペルエッタン（スウェーデン2部）で47試合、国際試合を112試合担当した。
2013年8月、エリクソンはチェルシー対バイエルン・ミュンヘンの間で争われた2013 UEFAスーパーカップの審判に選出。さらにFIFAから、ブラジルで開催された2014 FIFAワールドカップの審判員として招聘され、アメリカ対ガーナの試合を担当。2015年6月に行われたUEFAチャンピオンズリーグ 2014-15 決勝・ユヴェントス対バルセロナの試合では第4の審判員を務めた。
2016年5月18日、彼はリバプールとセビージャの間で行われたUEFAヨーロッパリーグ 2015-16 決勝を審判した。
2018年5月30日、審判としての活動を終了すると発表された。 

## 私生活
エリクソンはシグテューナ在住で、億万長者であると伝えられている。 